# L.O.V.E.
"L.O.V.E." är den andra och sista singeln från Ashlee Simpsons andra album, I Am Me.

## Låtinformation
Precis som alla de andra låtarna på I Am Me, är "L.O.V.E." skriven av Simpson, Kara DioGuardi, och John Shanks, och producerad av Shanks. Låten skulle från början blivit den första singeln från albumet, men det blev "Boyfriend" istället. Missy Elliott har gjort en remix av låten. Den versionen blev etta i Singapore.

## Låtlista
1. "L.O.V.E." [Album Edit]
2. "L.O.V.E." [Missy Underground Mix] Featuring Missy Elliot
3. "Boyfriend" [Frantic Remix]
4. "L.O.V.E." [Musikvideo]

## Kritik
En BBC recension av I Am Me kallade "L.O.V.E." "höjdpunkten på albumet, Simpson lyckas kombinerar attityden av Britney Spears "Do Somethin'" med cheerleader beats från Gwen Stefanis "Hollaback Girl" och producera en partylåt som med all säkerhet kommer spelas på olika dansställen.".